# Derelophis reticulatus
Derelophis reticulatus är en skalbaggsart som först beskrevs av Auguste Lameere 1906.  Derelophis reticulatus ingår i släktet Derelophis och familjen långhorningar.
Artens utbredningsområde är Madagaskar. Inga underarter finns listade i Catalogue of Life.